# Ansar al-Charia (Libye)
Pour les articles homonymes, voir Ansar al-Charia.
Ansar al-Charia (arabe : أنصار الشريعة, « Les défenseurs de la charia ») est une organisation salafiste djihadiste créée en 2011 en Libye et dissoute le 27 mai 2017. Active lors de la deuxième guerre civile libyenne, elle a été présente principalement à Benghazi et à Derna. 
Elle est placée sur la liste de l'ONU des organisations proches d'Al-Qaïda, liste instituée dans le cadre de la résolution 1267 de 1999 visant à lutter contre le terrorisme. Elle est également considérée comme une  organisation terroriste par le département d'État des États-Unis.

## Histoire
Ansar al-Charia est créé entre août et septembre 2011, peu après la première guerre civile libyenne. Il est fondé par Mohammed al-Zahawi, qui était emprisonné à Abou Salim, à Tripoli, avant l'insurrection. Ansar al-Charia est lié à plusieurs autres organisations djihadistes, au moins plusieurs centaines de Libyens se sont entraînés au sein du groupe avant de partir combattre en Syrie. Il a également accueilli des hommes de l'Ansar al-Charia tunisien ayant fui la Tunisie. 
En 2012, après des combats contre d'autres brigades libyennes, Ansar al-Charia doit évacuer ses bases à Benghazi et ses combattants se fondent parmi la population. Selon des explications données par le gouvernement américain, le 11 septembre 2012, le groupe aurait attaqué l'enceinte diplomatique américaine de Benghazi et tué l'ambassadeur américain, J. Christopher Stevens. Dans un entretien téléphonique accordé quelques jours plus tard au magazine Foreign Policy, Mohammed al-Zahawi et Nasir al-Tarchani nient l'implication du groupe dans l'évènement. Dans les rapports d'enquête qui font suite à cette attaque, la CIA supprime la référence à ce groupe djihadiste
Le 16 mai 2014, l'Armée nationale libyenne commandée par le général Haftar lance une offensive contre les djihadistes pour essayer de les chasser de la ville, des quartiers sont repris mais les combats se poursuivent jusqu'en 2017.
Ansar al-Charia met en place des tribunaux islamiques dans les zones qu'il contrôle mais selon le chercheur américain Aaron Zelin, le groupe n'est pas en mesure d'agir comme une force étatique et d'appliquer « vraiment des sentences de la loi islamique. Aucun cas de lapidation, d'amputation n'a encore été rapporté » de 2011 à mai 2014.
Le 30 juillet 2014, Mohammed al-Zahawi proclame la fondation d'un « émirat islamique en Libye ». 
Pour des raisons principalement locales et tribales, les positions d'Ansar al-Charia vis-à-vis des autres groupes sont très différentes selon les villes qu'il occupe : à Benghazi le groupe est allié à l'État islamique et combat à ses côtés les forces du général Haftar ; à Ajdabiya il est l'allié d'al-Qaïda et s'oppose à l'EI ; à Syrte les forces d'Ansar al-Charia prêtent allégeance et rejoignent l'EI en 2015 ; et à Derna le groupe reste neutre lors des combats entre l'EI et les groupes djihadistes liés à al-Qaïda lors de la bataille de Derna,,.
Le 23 janvier 2015, Ansar al-Charia annonce la mort de son chef, Mohammed al-Zahawi, décédé en septembre 2014 des suites de ses blessures au combat contre les troupes du général Haftar à Benghazi. Nasir al-Tourchani, le chef du comité religieux de l'organisation, lui succède. Il est tué à son tour dans un raid aérien à Sidi Khrebish (ar) le 7 juillet 2017. 
Le 27 mai 2017, Ansar al-Charia annonce son autodissolution en raison de lourdes pertes subies parmi ses combattants et ses commandants,.